# Jaime Camino
Jaime Camino, né à Barcelone, le 11 octobre 1936 et mort le 4 décembre 2015 , est un réalisateur et scénariste espagnol.

## Filmographie

### Réalisateur
- 1961 : Contrastes, court métrage
- 1962 : Centauros 1962, court métrage
- 1962 : El toro, vida y muerte
- 1964 : Los felices 60
- 1966 : Mañana será otro día
- 1966 : Copa Davis-1965, documentaire
- 1969 : Jutrzenka : un invierno en Mallorca (es) sur George Sand[1]
- 1969 : De nouveau l'Espagne
- 1973 : Mi profesora particular
- 1976 : Les Longues Vacances de 36 (Las largas vacaciones del 36)
- 1978 : La vieja memoria (es)
- 1980 : La campanada (es)
- 1984 : El balcón abierto (es)
- 1986 : Dragon Rapide
- 1988 : Luces y sombras
- 1992 : El largo invierno
- 2001 : Les Enfants de Russie (es) (Los niños de Rusia) (documentaire)